# Отто-Ульріх Блюм
Отто-Ульріх Блюм (нім. Otto-Ulrich Blum; 4 лютого 1917, Кіль — 1 грудня 1990) — німецький офіцер-підводник, капітан-лейтенант крігсмаріне.

## Біографія
3 квітня 1936 року вступив на флот. З 9 липня 1939 року — 2-й радіотехнічний офіцер на легкому крейсері «Лейпциг». З 28 лютого 1940 року — ад'ютант і 2-й радіотехнічний офіцер на важкому крейсері «Адмірал Шеер». З 30 червня по 23 листопада 1941 року пройшов курс підводника. З 24 листопада 1941 року — 1-й вахтовий офіцер на підводному човні U-569. 4 грудня 1941 року переданий в розпорядження 3-ї флотилії. З лютого 1942 року — 1-й вахтовий офіцер на U-373, на якому взяв участь у двох походах, під час яких були встановлені 15 мін і потоплені 3 кораблі загальною водотоннажністю 10 264 тонни. 10 липня 1942 року знову переданий в розпорядження 3-ї флотилії. З 16 липня по 16 серпня 1942 року пройшов курс командира човна.
18 серпня 1942 року направлений на будівництво U-760. З 15 жовтня 1942 року — командир U-760, на яких здійснив 2 походи (разом 80 днів у морі). 12 серпня 1943 року U-760 був пошкоджений внаслідок авіанальоту. Незабаром в човна відмовили обидва дизельні двигуни. Через слабкий заряд батарей не міг дістатись до окупованої Франції, тому 8 вересня човен прибув у Віго, де екіпаж був інтернований. 7 вересня 1945 року звільнений.

## Звання
- Кандидат в офіцери (3 квітня 1936)
- Морський кадет (10 вересня 1936)
- Фенріх-цур-зее (1 травня 1937)
- Оберфенріх-цур-зее (1 липня 1938)
- Лейтенант-цур-зее (1 жовтня 1938)
- Оберлейтенант-цур-зее (1 жовтня 1940)
- Капітан-лейтенант (1 вересня 1943)

## Нагороди
- Залізний хрест
  - 2-го класу (24 грудня 1940)
  - 1-го класу (1 квітня 1941)
- Нагрудний знак флоту (5 листопада 1941)
- Нагрудний знак підводника (10 липня 1942)